# NGC 3660
NGC 3660 é uma galáxia espiral barrada (SBbc) localizada na direcção da constelação de Crater. Possui uma declinação de -08° 39' 31" e uma ascensão recta de 11 horas, 23 minutos e 32,2 segundos.
A galáxia NGC 3660 foi descoberta em 22 de Fevereiro de 1787 por William Herschel.